# Psalm 1–325 i den ekumeniska psalmboken
Psalm 1–325 i Den svenska psalmboken antagen av 1986 års kyrkomöte, Cecilia (1986), Psalmer och Sånger, Segertoner (1988) och Frälsningsarméns sångbok (1990) utgör en ekumeniskt gemensam del i ovanstående sång- och psalmböcker.
De 325 psalmerna valdes 1984 ut i ett samarbete mellan 1969 års psalmkommitté och en år 1978 bildad arbetsgrupp, Sampsalm, med representanter för
- Adventistsamfundet,
- Evangeliska Fosterlandsstiftelsen (EFS),
- Fribaptistsamfundet,
- Frälsningsarmén,
- Helgelseförbundet,
- Katolska kyrkan,
- Liberala katolska kyrkan,
- Metodistkyrkan,
- Pingströrelsen,
- Svenska Alliansmissionen,
- Svenska Baptistsamfundet,
- Svenska Frälsningsarmén,
- Svenska kyrkan,
- Svenska Missionsförbundet och
- Örebromissionen.[källa behövs]:(År 1997 gick Fribaptisterna, Helgelseförbundet och Örebromissionen gick senare samman under namnet Nybygget – kristen samverkan som i sin tur bytte namn till Evangeliska Frikyrkan 2002; Svenska Missionsförbundet bytte 2003 namn till Svenska Missionskyrkan; 2005 uppgick Svenska Frälsningsarmén i Missionskyrkan, vilken 2011 i sin tur gick samman med Baptistsamfundet och Metodistkyrkan under namnet Gemensam Framtid, vilken 2013 bytte namn till Equmeniakyrkan.)

Psalmböckerna fortsätter med:
- Psalm 326–700 i 1986 års psalmbok och Verbums psalmbokstillägg (2003) för Svenska kyrkan och EFS,
- varierat antal psalmer och sånger i de övriga samfundens psalmböcker.

## Psalmerna
Psalm markerad med * står att finna i boken Den gamla psalmboken, som ingår i Svenska Akademiens klassikerserie.

### Lovsång och tillbedjan
|    |                                     |
| 1  | Gud, vår Gud, vi lovar dig          |
| 2  | Herren, vår Gud, är en konung       |
| 3  | Helig, helig, helig                 |
| 4  | Hela världen fröjdes Herran         |
| 5  | Nu tacka Gud, allt folk             |
| 6  | Lova Gud i himmelshöjd *            |
| 7  | Lova Herren, sol och måne           |
| 8  | Lova vill jag Herran, Herran        |
| 9  | Min själ skall lova Herran          |
| 10 | Lov, ära och pris                   |
| 11 | O store Gud                         |
| 12 | Brist ut, min själ, i lovsångs ljud |
| 13 | Min Gud, när jag betänker           |
| 14 | Högtlovat vare Jesu namn            |
| 15 | Halleluja! Sjung om Jesus           |
| 16 | Kom, låt oss nu förenas här         |
| 17 | Ge Jesus äran, frälsta mänsklighet  |

### Fader, Son och Ande

#### Treenigheten
|    |                                    |
| 18 | Allena Gud i himmelrik             |
| 19 | Du för vars allmaktsord            |
| 20 | Helige Fader, kom och var oss nära |
| 21 | Måne och sol                       |

#### Gud, vår Skapare och Fader
|    |                                    |
| 22 | Dig skall min själ sitt offer bära |
| 23 | Tack, gode Gud, för allt som finns |
| 24 | Med tacksam röst och tacksam själ  |
| 25 | Högt i stjärnehimlen               |
| 26 | Tränger i dolda djupen ner *       |
| 27 | Du är större än mitt hjärta        |
| 28 | Så älskade Gud världen all         |
| 29 | Kärlek från vår Gud                |
| 30 | Gud är trofast! Så ljöd sången     |
| 31 | Låt oss glada och i tro            |

#### Jesus, vår Herre och broder
|    |                                     |
| 32 | O gläd dig Guds församling nu       |
| 33 | O Jesus Krist som mänska blev       |
| 34 | Vänligt över jorden glänser *       |
| 35 | Din spira, Jesus, sträckes ut       |
| 36 | O Kriste, oss benåda                |
| 37 | Kristus är världens ljus            |
| 38 | För att du inte tog det gudomliga   |
| 39 | Jesus från Nasaret går här fram *   |
| 40 | Kristus vandrar bland oss än        |
| 41 | Vem är det som kommer på vägen      |
| 42 | Se, Jesus är ett tröstrikt namn     |
| 43 | Jesus är min vän den bäste *        |
| 44 | O giv mig tusen tungors ljud        |
| 45 | Jesus för världen givit sitt liv    |
| 46 | Låt mig få höra om Jesus            |
| 47 | Säg, känner du det underbara namnet |
| 48 | Vilken vän vi har i Jesus           |
| 49 | Det är sant att Jesus lever         |

#### Anden, vår Hjälpare och tröst
|    |                            |
| 50 | Kom, Skaparande, Herre god |
| 51 | Kom, helge Ande, Herre Gud |
| 52 | Herre, se vi väntar alla   |
| 53 | Livets Ande, kom från ovan |
| 54 | Vinden ser vi inte         |

### Kyrkan och nådemedlen

#### Kyrkan
|    |                               |
| 55 | Vi lovar dig, o store Gud     |
| 56 | Gammal är kyrkan, Herrens hus |
| 57 | Sin enda grund har kyrkan     |
| 58 | Hjärtan, enigt sammanslutna   |
| 59 | Med Gud och hans vänskap      |
| 60 | En Fader oss förenar          |
| 61 | Lågorna är många              |
| 62 | Än finns det en värld         |

#### Ordet
|    |                                  |
| 63 | Dig, ljusens Fader, vare pris    |
| 64 | En dyr klenod, en klar och ren * |
| 65 | Omkring ditt ord, o Jesus        |
| 66 | En såningsman går där            |
| 67 | Som torra marken dricker regn    |

#### Dopet
|    |                                  |
| 68 | Jag tror på Gud som med sitt ord |
| 69 | Glad jag städse vill bekänna     |

#### Nattvarden
|    |                                       |
| 70 | O Jesus, än de dina *                 |
| 71 | Som spridda sädeskornen               |
| 72 | Du sanna vinträd, Jesus kär           |
| 73 | Vi till ditt altarbord bär fram       |
| 74 | Du som gick före oss                  |
| 75 | När vi delar det bröd som han oss ger |
| 76 | Gud, vår lösta tunga                  |

#### Helg och gudstjänst
|    |                                  |
| 77 | Hör hur tempelsången stiger *    |
| 78 | O Jesus Krist, dig till oss vänd |
| 79 | Gud är mitt ibland oss           |
| 80 | Hur ljuvt det är att komma       |
| 81 | Herre, samla oss nu alla         |

#### Vigsel
|    |                              |
| 82 | Gud, se i nåd till dessa två |
| 83 | Som klaraste vattuflöden *   |
| 84 | Vi lyfter våra hjärtan       |
| 85 | Som mannen och kvinnan       |

#### Vittnesbörd – tjänst – mission
|     |                                        |
| 86  | O Guds kärlek, dina höjder             |
| 87  | Våga vara den du i Kristus är          |
| 88  | Räds ej bekänna Kristi namn            |
| 89  | Se, jag vill bära ditt budskap, Herre  |
| 90  | Blott i det öppna                      |
| 91  | Din kärlek, Jesus, gräns ej vet        |
| 92  | Kärlek av höjden                       |
| 93  | Jesus, Guds Son, träd in i denna skara |
| 94  | Du som av kärlek varm                  |
| 95  | Ditt verk är stort, men jag är svag    |
| 96  | Öppna mig för din kärlek               |
| 97  | Jag behövde en nästa                   |
| 98  | Ett vänligt ord kan göra under         |
| 99  | Gud, vår Gud, för världen all          |
| 100 | Tillkomme ditt rike                    |
| 101 | Vår store Gud gör stora under          |
| 102 | Tung och kvalfull vilar hela           |

### Kyrkoåret

#### Advent
|     |                                   |
| 103 | Bereden väg för Herran *          |
| 104 | Gläd dig, du Kristi brud *        |
| 105 | Hosianna, Davids Son              |
| 106 | Jerusalem, höj upp din röst       |
| 107 | Gör porten hög, gör dörren bred * |
| 108 | Gå, Sion, din konung att möta     |
| 109 | Det susar genom livets strid      |
| 110 | Han kommer i sin kyrka            |
| 111 | Kristus kommer – Davids son       |

#### Jul
|     |                                   |
| 112 | Världens Frälsare kom här         |
| 113 | Det är en ros utsprungen          |
| 114 | Stilla natt, heliga natt *        |
| 115 | O Betlehem, du lilla stad         |
| 116 | Nu tändas tusen juleljus          |
| 117 | När Jesusbarnet låg en gång       |
| 118 | Fröjdas, vart sinne               |
| 119 | Var hälsad, sköna morgonstund *   |
| 120 | Se natten flyr för dagens fröjd   |
| 121 | När juldagsmorgon glimmar         |
| 122 | Dagen är kommen                   |
| 123 | Lyss till änglasångens ord        |
| 124 | En jungfru födde ett barn i dag   |
| 125 | Från himlens höjd jag bringar bud |
| 126 | Ett barn är fött på denna dag     |
| 127 | O du saliga, o du heliga          |
| 128 | Vid Betlehem en vinternatt        |
| 129 | Och det hände vid den tiden       |

#### Trettondedag jul
|     |                                |
| 130 | En stjärna gick på himlen fram |
| 131 | Stå upp, o Sion, och lovsjung  |
| 132 | Nu segrar alla trognas hopp *  |
| 133 | Himlen är så härligt blå *     |
| 134 | Gläns över sjö och strand *    |

#### Fastan
|     |                                 |
| 135 | Se, vi går upp till Jerusalem   |
| 136 | Du går, Guds Lamm, du rena      |
| 137 | Den kärlek du till världen bar  |
| 138 | Jesus, du mitt liv, min hälsa   |
| 139 | Den stunden i Getsemane         |
| 140 | Du bar ditt kors, o Jesu mild * |
| 141 | Han på korset, han allena *     |
| 142 | Skåda, skåda nu här alla *      |
| 143 | Guds rena Lamm, oskyldig        |
| 144 | O huvud, blodigt, sårat *       |
| 145 | När världens Frälsare jag ser   |

#### Påsk
|     |                                   |
| 146 | Vad ljus över griften *           |
| 147 | Upp, min tunga, att lovsjunga *   |
| 148 | Jesus Kristus är uppstånden       |
| 149 | Detta är den stora dagen          |
| 150 | Du segern oss förkunnar *         |
| 151 | Denna dag stod Kristus opp        |
| 152 | Kristus lever – underbara ord     |
| 153 | Livet vann, dess namn är Jesus    |
| 154 | Dina händer är fulla av blommor   |
| 155 | Herren lever, våga tro det        |
| 156 | De trodde att Jesus var borta     |
| 157 | Den korta stund jag vandrar här * |

#### Kristi himmelsfärds dag
|     |                               |
| 158 | Till himlen Herren Jesus for  |
| 159 | Till härlighetens land igen * |

#### Pingst
|     |                               |
| 160 | Guds Ande kom från himlen ner |
| 161 | Helige Ande, låt nu ske       |
| 162 | Som sol om våren stiger *     |

#### Den helige Stefanos dag eller Annandag jul
|     |                                |
| 163 | På lidande byggd är Guds kyrka |

#### Jungfru Marie bebådelsedag
|     |                             |
| 164 | På tröskeln till Marias hem |

#### Kristi förklarings dag
|     |                                  |
| 165 | Vår blick mot helga berget går * |
| 166 | Sorlet har dött                  |

#### Den helige Mikaels dag
|     |                           |
| 167 | Gud låter sina trogna här |

#### Tacksägelsedagen
|     |                                 |
| 168 | Kom inför Herren med tacksamhet |

#### Alla helgons dag
|     |                                    |
| 169 | I himmelen, i himmelen *           |
| 170 | Den stora vita skaran där *        |
| 171 | För alla helgon                    |
| 172 | De skall gå till den heliga staden |

#### De hädangångnas minne
|     |                            |
| 173 | Din frid skall aldrig vika |

#### Vid kyrkoårets slut
|     |                            |
| 174 | Herre, när din dag är inne |

### Dagens och årets tider

#### Morgon
|     |                              |
| 175 | Den signade dag              |
| 176 | Din klara sol går åter opp * |
| 177 | Pris vare Gud som låter      |
| 178 | Som skimret över hav och sky |
| 179 | Morgon mellan fjällen        |
| 180 | Var dag är en sällsam gåva   |
| 181 | Nu är det morgon             |
| 182 | Det ljusnar sakta            |

#### Under dagen
|     |                                    |
| 183 | Som sådden förnimmer Guds välbehag |
| 184 | Jesus kär, var mig när             |

#### Kväll
|     |                                    |
| 185 | O Kriste, du som ljuset är         |
| 186 | Nu vilar folk och länder *         |
| 187 | Nu är en dag framliden             |
| 188 | Så går en dag än från vår tid      |
| 189 | Bliv kvar hos mig *                |
| 190 | Bred dina vida vingar              |
| 191 | Den dag du gav oss, Gud, är gången |
| 192 | Nu sjunker bullret                 |
| 193 | Gud som haver barnen kär           |

#### Årsskifte
|     |                               |
| 194 | Giv, o Jesus, fröjd och lycka |
| 195 | O Gud, vår hjälp i gångna år  |
| 196 | Låt mig börja med dig         |

#### Årstiderna
|     |                                 |
| 197 | Den blida vår är inne           |
| 198 | Likt vårdagssol i morgonglöd    |
| 199 | Den blomstertid nu kommer *     |
| 200 | I denna ljuva sommartid *       |
| 201 | En vänlig grönskas rika dräkt * |
| 202 | De blomster som i marken bor    |
| 203 | Fram skrider året i sin gång *  |
| 204 | Kornet har sin vila             |

### Att leva av tro

#### Stillhet – meditation
|     |                          |
| 205 | Vila i din väntan        |
| 206 | Herre, jag vill bida *   |
| 207 | En liten stund med Jesus |
| 208 | Det tänds ett ljus       |

#### Bönen
|     |                                     |
| 209 | O Gud, all sannings källa *         |
| 210 | Jag lyfter ögat mot himmelen        |
| 211 | Jesus kär, gå ej förbi mig          |
| 212 | Långt bortom rymder vida            |
| 213 | Att bedja är ej endast att begära * |
| 214 | Lär mig att bedja av hjärtat        |

#### Sökande – tvivel
|     |                                   |
| 215 | Gud, din nåd till himlen räcker * |
| 216 | Mästare, alla söka dig *          |
| 217 | Gud, för dig är allting klart     |
| 218 | Jag har ofta frågor, Herre        |
| 219 | Jag skulle vilja våga tro         |

#### Kallelse
|     |                                  |
| 220 | Till den himmel som blir allas   |
| 221 | Skynda till Jesus, Frälsaren kär |
| 222 | Just som jag är, ej med ett strå |
| 223 | Jag vet en port som öppen står * |
| 224 | Lämna dig helt åt Jesus          |
| 225 | Jesus är ute och söker           |

#### Bättring – omvändelse
|     |                              |
| 226 | O gränslösa frälsning        |
| 227 | O du som ser, o du som vet * |
| 228 | I tro under himmelens skyar  |
| 229 | I Adam är vi alla ett        |

#### Skuld – förlåtelse
|     |                                                                                           |
| 230 | Klippa, du som brast för mig *                                                            |
| 231 | Oändlig nåd mig Herren gav                                                                |
| 232 | Frälsare, du som äger läkedomen                                                           |
| 233 | Fader, du vars hjärta gömmer *                                                            |
| 234 | O salighet, o gåtfullhet                                                                  |
| 235 | Som en härlig gudomskälla                                                                 |
| 236 | Guds källa har vatten tillfyllest (ej att förväxla med nr 546 i Frälsningsarméns sångbok) |

#### Förtröstan – trygghet
|     |                                      |
| 237 | Vår Gud är oss en väldig borg *      |
| 238 | Jag lyfter mina händer *             |
| 239 | Av hjärtat håller jag dig kär        |
| 240 | Uti din nåd, o Fader blid            |
| 241 | Bort med tanken, sorgsna hjärta      |
| 242 | Jag vill dig, Gud, med glädje prisa  |
| 243 | Vi kristna bör tro och besinna *     |
| 244 | Säll är den som sina händer          |
| 245 | Jag nu den säkra grunden vunnit      |
| 246 | Här en källa rinner                  |
| 247 | Befall i Herrens händer              |
| 248 | Tryggare kan ingen vara *            |
| 249 | Blott en dag *                       |
| 250 | Är det sant att Jesus är min broder  |
| 251 | Var jag går i skogar, berg och dalar |
| 252 | Hela vägen går han med mig           |
| 253 | O giv oss, Herre, av den tro         |
| 254 | Löftena kunna ej svika               |
| 255 | Alla har brått                       |
| 256 | Var inte rädd                        |

#### Glädje – tacksamhet
|     |                                  |
| 257 | Pris vare Gud! Allena han        |
| 258 | O liv, som blev tänt *           |
| 259 | Saliga visshet, Jesus är min     |
| 260 | Jag kan icke räkna dem alla *    |
| 261 | Tack, min Gud, för vad som varit |
| 262 | O sällhet stor, som Herren ger   |
| 263 | Det är saligt på Jesus få tro    |
| 264 | Mitt i en värld av mörker        |

#### Vaksamhet – kamp – prövning
|     |                                        |
| 265 | Ingen hinner fram till den eviga ron * |
| 266 | Säg mig den vägen                      |
| 267 | Bed för mig, Herre kär                 |
| 268 | Hur underlig är du i allt vad du gör   |
| 269 | Sorgen och glädjen                     |
| 270 | När ingen ljusning alls jag finner *   |
| 271 | Närmare, Gud, till dig *               |
| 272 | Nu gläd dig, min Ande, i Herran *      |

#### Efterföljd – helgelse
|     |                                          |
| 273 | Jesus, du mitt hjärtas längtan           |
| 274 | Jesus, gör mig så till sinnes            |
| 275 | Led, milda ljus                          |
| 276 | Herre, med kraft ifrån höjden bekläd mig |
| 277 | Så tag nu mina händer                    |
| 278 | Frälsare, tag min hand                   |
| 279 | Lev för Jesus, intet annat               |
| 280 | Jesus, min Herre, dig vill jag älska     |
| 281 | Mer helighet giv mig                     |
| 282 | Bar du min börda                         |
| 283 | Med Jesus fram i de bästa åren           |
| 284 | Ord av evighet *                         |

### Tillsammans i världen
|     |                                                  |
| 285 | Det finns djup i Herrens godhet                  |
| 286 | Kom, helige Ande, från höjden                    |
| 287 | Guds värld är en skimrande gåva                  |
| 288 | Gud, från ditt hus, vår tillflykt, du oss kallar |
| 289 | Guds kärlek är som stranden och som gräset       |
| 290 | Herre, din dag var också lik                     |
| 291 | Sänd av himlens sol en strimma                   |
| 292 | Jublande lyfter vi här våra händer               |
| 293 | Sanningens Ande, himmelskt ljus du sänder        |
| 294 | Välsigna, Herre, alla dem                        |
| 295 | Glädjens Herre, var en gäst                      |
| 296 | Välsigna, Herre, vad du ger                      |

### Framtiden och hoppet

#### Pilgrimsvandringen
|     |                                   |
| 297 | Härlig är jorden *                |
| 298 | Gud, ditt folk är vandringsfolket |
| 299 | Ur djupet av mitt hjärta          |
| 300 | O, hur saligt att få vandra       |
| 301 | Hur ljuvligt det är att möta      |
| 302 | Min framtidsdag är ljus och lång  |
| 303 | Det finns en väg till himmelen    |

#### Livets gåva och gräns
|     |                                           |
| 304 | Lär mig, du skog, att vissna glad *       |
| 305 | Var är den Vän, som överallt jag söker *  |
| 306 | Saliga de som ifrån världens öden         |
| 307 | Från våra kära, från våra vänner          |
| 308 | När jag lever har jag dig                 |
| 309 | Nu vilar ett hjärta                       |
| 310 | O Gud, du mig ej överger                  |
| 311 | Jag skall gråtande kasta mig ner          |
| 312 | Städse på Sion jag tänker                 |
| 313 | Min Frälsare lever, jag vet att han lever |

#### Kristi återkomst
|     |                                        |
| 314 | Ack, saliga dag, som i hoppet vi bidar |
| 315 | En herrdag i höjden                    |
| 316 | Nu dagen är till ända                  |
| 317 | Vakna upp! en stämma bjuder            |
| 318 | Nattens skuggor sakta viker            |

#### Himlen
|     |                                               |
| 319 | Så skön går morgonstjärnan fram *             |
| 320 | Tänk, när en gång det töcken har försvunnit * |
| 321 | Det dukas i himlarnas rike ett bord           |
| 322 | Jag är en gäst och främling                   |
| 323 | De kommer från öst och väst                   |
| 324 | Med lust och glädje tänker                    |
| 325 | I hoppet sig min frälsta själ förnöjer        |